# Bernardo Bandini Baroncelli

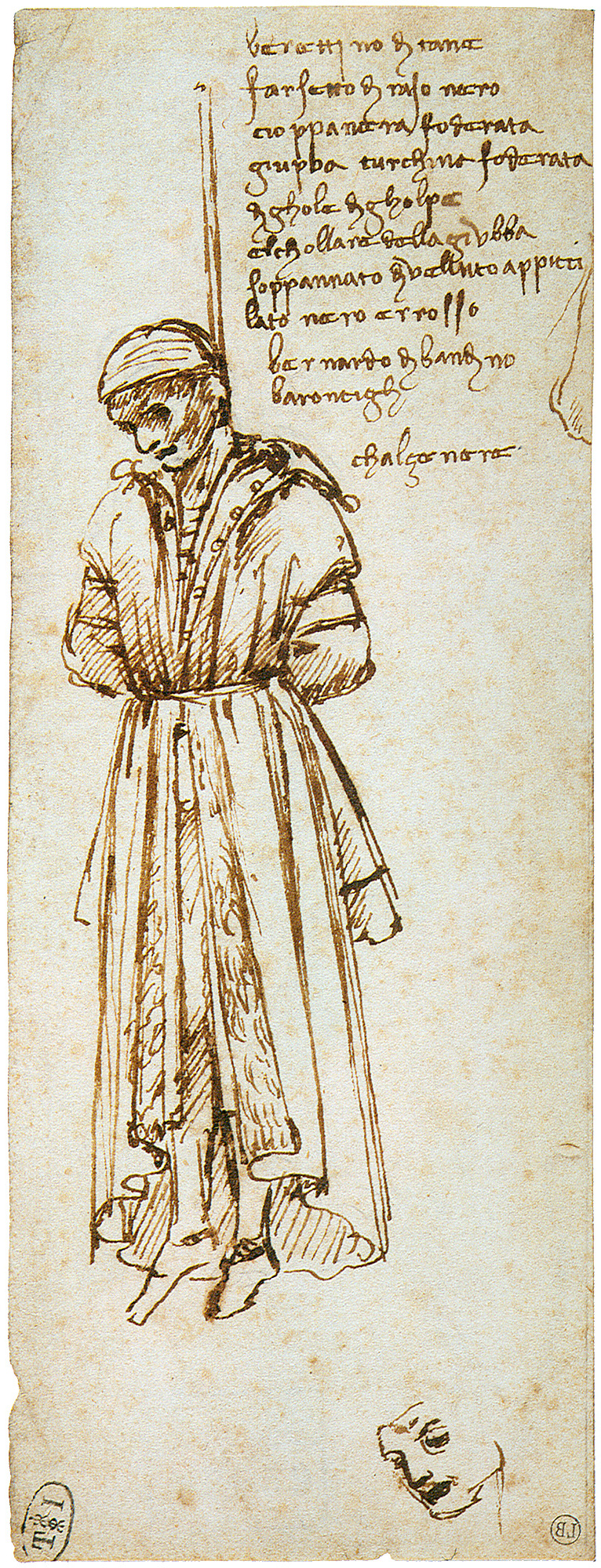
Bernardo Bandini Baroncelli, colgado (1479), dibujo de Leonardo da Vinci.

Bernardo Bandini dei Baroncelli (Florencia, 15 de enero de 1420 - ibid., 29 de diciembre de 1479) fue un mercader italiano, conocido por asesinar a Giuliano de Médici, el hermano menor de Lorenzo de Médici, el 26 de abril de 1478 durante la conspiración de los Pazzi.

## Biografía
Las noticias sobre su vida antes de la conjura son escasas: hijo de Giovanni Bandini y de Lagia Bonciani, y huérfano de padre desde niño, se educó bajo la tutela de su hermano mayor y se dedicó al comercio.  De su matrimonio con Giovanna di Goffredo de Biros tuvo una hija llamada Beatrice.
«Alma perdida, audaz, impertérrito, que miserable como era, a cualquier maldad acudía», en 1478 se unió a la conspiración para matar a Lorenzo y Giuliano de Médici, en la que estaban involucrados Francesco y Jacopo de Pazzi y el arzobispo Francesco Salviati, alentados por Girolamo Riario (sobrino del papa Sixto IV) y respaldados por las tropas de Giovanni Battista de Montesecco.  
El plan inicial era cometer el atentado durante un banquete en honor del cardenal Rafaelle Riario en el que estarían presentes los Médici, los Pazzi y Salviati, pero la ausencia de Giuliano, que se encontraba enfermo, obligó a los conjurados a cambiar sus planes para llevarlos a cabo en la misa que posteriormente se celebraría en la catedral de Santa María del Fiore.  
En el transcurso de la misa, Bandini fue el primero en apuñalar en el pecho a Giuliano, que después fue rematado por Francesco de' Pazzi, e intentando atacar a Lorenzo, Bandini mató también a Francesco Nori, que se interpuso entre ambos.  Lorenzo resultó herido en el cuello por otros dos conjurados (Antonio Maffei y Stefano de Bagnone), pero consiguió salvarse refugiándose en la sacristía con la ayuda de sus acompañantes.  En el desorden formado a continuación, Bandini consiguió huir, mientras la mayoría de los otros conspiradores fueron linchados por el pueblo o ejecutados por las autoridades florentinas.
Un año después Bandini fue localizado en Constantinopla, detenido por las fuerzas del sultán Mehmed II y extraditado a Florencia, adonde llegó el 24 de diciembre.  Cinco días más tarde fue ahorcado en la ventana del Palacio del Bargello, todavía vestido con las ropas orientales que llevaba en el momento de su captura.
Leonardo da Vinci, que paraba en Florencia en aquellas fechas, dibujó un boceto del cadáver colgado.